# Phenacoccus rubivorus
Phenacoccus rubivorus är en insektsart som beskrevs av Cockerell 1901. Phenacoccus rubivorus ingår i släktet Phenacoccus och familjen ullsköldlöss. Inga underarter finns listade i Catalogue of Life.